# Ридзина (гміна)
Гміна Ридзина (пол. Gmina Rydzyna) — місько-сільська гміна у північно-західній Польщі. Належить до Лещинського повіту Великопольського воєводства.
Станом на 31 грудня 2011 у гміні проживало 8534 особи.

## Територія
Згідно з даними за 2007 рік площа гміни становила 135.56 км², у тому числі:
- орні землі: 69.00%
- ліси: 23.00%

Таким чином, площа гміни становить 16.85% площі повіту.

## Населення
Станом на 31 грудня 2011:
| Опис     | Загалом | Загалом | Чоловіки | Чоловіки | Жінки | Жінки |
| -------- | ------- | ------- | -------- | -------- | ----- | ----- |
| одиниця  | осіб    | %       | осіб     | %        | осіб  | %     |
| все      | 8534    | 100     | 4273     | 50.07    | 4261  | 49.93 |
| міське   | 2680    | 100     | 1303     | 48.62    | 1377  | 51.38 |
| сільське | 5854    | 100     | 2970     | 50.73    | 2884  | 49.27 |

## Сусідні гміни
Гміна Ридзина межує з такими гмінами: Бояново, Ґура, Кшеменево, Осечна, Понець, Свенцехова.